# Балаш, Эдит
Эдит Балаш (венг. Balas Edith, 20 июня 1929, Клуж-Напока — 16 ноября 2024) — профессор истории искусств Колледжа гуманитарных и социальных наук Университета Карнеги — Меллона в Питтсбурге, штат Пенсильвания, США.

## Биография
Балаш родилась в 1929 году в Клуже (современная Румыния); она пережила Холокост. Она вдова математика Эгона Балаша, который также был профессором в Университете Карнеги — Меллона.
Основные сферы интересов Балаш — модернистское искусство (1890–1960), живопись и скульптура, искусство итальянского Возрождения. В 2003 году она курировала выставку в Художественном музее Фрика, а также несколько выставок в Питтсбурге, Париже, Нью-Йорке и Будапеште. Она преподаёт в Университете Карнеги — Меллона с 1977 года, а также является адъюнкт-профессором истории искусства и архитектуры в Питтсбургском университете.
Балаш также пережила Холокост, её отправили в нацистский лагерь смерти Освенцим. В книге «Птица в полёте: Мемуары выжившей и учёного» Балаш рассказывает свою историю того, как она столкнулась с мрачными ситуациями и стала тем, кого она называет «профессиональным выжившим». Балаш назвала свои мемуары «Птица в полёте» в честь знаменитой одноимённой скульптуры Константина Бранкузи. «Я считаю это символом своей жизни», — сказала она.
После войны её муж был заключён коммунистическими властями в тюрьму на три года, в течение которых Балаш воспитывала двух дочерей. В 1952 году она получила степень магистра философии в Бухарестском университете. Затем она эмигрировала в Соединённые Штаты вместе со своим мужем и получила степень магистра истории искусств в Питтсбургском университете в 1970 году и докторскую степень в 1973 году.

## Труды
- Balas, Edith. Brancusi and his world. — Pittsburgh : Carnegie Mellon University Press, 2008. — ISBN 978-0887484896.
- Balas, Edith. Brancusi & Romanian folk traditions. — Pittsburgh : Carnegie Mellon University Press, 2006. — ISBN 978-0887484599.
- Balas, Edith. Michelangelo's double self-portraits. — Pittsburgh : Carnegie Mellon University Press, 2004. — ISBN 978-0887484179.
- Balas, Edith. The Mother Goddess in Italian Renaissance art. — Pittsburgh : Carnegie Mellon University Press, 2002. — ISBN 978-0887483813.
- Balas, Edith. Joseph Csáky : a pioneer of modern sculpture. — Philadelphia : American Philososphical Society, 1998. — ISBN 978-0871692306.
- Balas, Edith. Michelangelo's Medici Chapel : a new interpretation. — Philadelphia : American Philosophical Society, 1995. — ISBN 978-0871692160.
- Balas, Edith. The Holocaust in the painting of Valentin Lustig. — Pittsburgh : Carnegie Mellon University Press, 2002. — ISBN 978-0887483738.
- Koerner, Henry. The early work of Henry Koerner. — Pittsburgh, Pa : Frick Art & Historical Center, 2003. — ISBN 978-0970342553.
- Balas, Edith. Bird in flight : memoir of a survivor and scholar. — Pittsburgh : Carnegie Mellon University Press, 2010. — ISBN 978-0887485381.
- Edith Balas, "Michelangelo's Medici Chapel: A New Interpretation", Philadelphia, 1995